# Srby (Domažlice)
Srby è un comune della Repubblica Ceca facente parte del distretto di Domažlice, nella regione di Plzeň.